# 吉見村 (埼玉県大里郡)
吉見村（よしみむら）は、埼玉県大里郡にあった村。現在の熊谷市南部にあたる。
1955年（昭和30年）に市田村と合併して大里村となり消滅した。村名は当地方を上吉見領と称していたことに因む。

## 地理
- 河川 - 荒川、和田吉野川、文覚川
- 池沼 - 真澄沼、三階沼、鏡ケ淵

### 隣接していた自治体
（括弧内は現在の自治体）
- 東松山市（東松山市）
- 大里郡
  - 市田村（熊谷市）
- 比企郡
  - 吉見村（吉見町）
- 北足立郡
  - 吹上町（鴻巣市）

## 歴史
- 1869年（明治2年）1月28日 (旧暦) - 武蔵知県事・宮原忠治の管轄区域をもって大宮県が発足（県庁は日本橋馬喰町）。ほか旧村域では下妻県・古河県・前橋県に属した村もあり。
- 1869年（明治2年）9月29日 (旧暦) - 県庁が浦和に移転し、大宮県から浦和県に改称。
- 1871年（明治4年）11月14日 (旧暦) - 浦和県・忍県・岩槻県の3県が合併して埼玉県が誕生。
- 1889年（明治22年）4月1日 - 町村制施行に伴い、大里郡相上村・冑山村・小八林村・玉作村・箕輪村・津田村・向谷村が合併し、吉見村となる。[1]旧村は吉見村の大字となる。
- 1955年（昭和30年）1月1日 - 市田村と合併し、大里村となる[2][3]。大字は大里村に継承された[1]。

### 歴代首長
| 代（村） | 氏名       | 就任年月日    | 退任年月日     |
| -------- | ---------- | ------------- | -------------- |
| 初       | 栗原延親   | 1889年5月16日 | 1890年8月8日   |
| 2        | 堀信蕃     | 1890年9月6日  | 1894年9月5日   |
| 3        | 須長富男   | 1895年7月30日 | 1906年3月9日   |
| 4        | 須藤喜之   | 1906年4月6日  | 1910年4月4日   |
| 5        | 堀宗寿     | 1910年4月30日 | 1914年4月29日  |
| 6        | 栗原瑞太郎 | 1914年5月9日  | 1918年5月8日   |
| 7        | 長島甚助   | 1918年6月27日 | 1922年6月26日  |
| 8        | 根岸憲助   | 1922年7月14日 | 1928年1月14日  |
| 9        | 須藤常章   | 1928年5月2日  | 1933年4月30日  |
| 10       | 福田保則   | 1933年5月20日 | 1937年5月19日  |
| 11       | 金井淑太郎 | 1937年6月6日  | 1941年6月7日   |
| 12       | 須藤静雄   | 1941年6月13日 | 1945年6月12日  |
| 13       | 須藤文次   | 1945年6月28日 | 1947年2月27日  |
| 14       | 柿沼良平   | 1947年4月5日  | 1954年12月31日 |